# König Hirsch

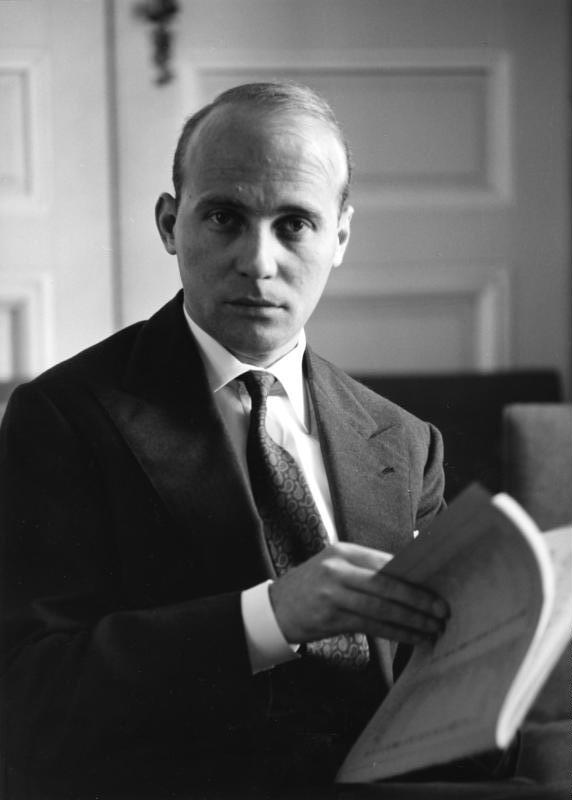
Hans Werner Henze

König Hirsch (Kung Hjort) är en opera i tre akter av Hans Werner Henze med text av Heinz von Cramer efter Carlo Gozzis tragikomiska berättelse Il Re Cervo (1762).

## Historia
Operan är Henzes längsta (ca 4 timmar) och mest ambitiösa verk och skrevs efter att tonsättaren hade lämnat Tyskland för att bosätta sig i Italien. 
König Hirsch är en sagoopera - ett svar på 1950-talets saklighetsideal med barockattityd (ovädersscener och skogsatmosfär) - musikaliskt mångbottnad och en syntes av såväl de mest skilda traditionella operaformer som symfoniska stilmedel.
Vid premiären på Städtische Oper i Berlin 23 september 1956 hade dirigenten Hermann Scherchen systematiskt skurit bort ariorna ur operan, enligt Henze med hänvisning till att "man inte skriver arior nu för tiden". 1962 gjorde Henze och Cramer en genomgripande omstrukturering (som Henze själv betraktade som en kompromiss) som hade premiär med titeln Il re cervo oder Die Irrfahrten der Wahrheit den 10 mars 1963 på Staatsttheater Kassel. Först 7 maj 1985 gavs möjlighet att höra operan i dess ursprungliga skick på Staatsoper Stuttgart.

## Personer
- Kungen (tenor)
- Flickan (sopran)
- Ståthållaren (basbaryton)
- Scollatella, en delbar kvinna:
  - I (koloratursopran)
  - II (subrett)
  - III (mezzosopran)
  - IV (alt)
- Checco, en drömsk yngling (buffotenor)
- En dam i svart (alt)
- Uppfinnare (clowner med sång ad libitum)
- Hjorten (stum roll)
- Papegojan (dansös)
- Två statyer (2 sopraner eller gossopraner)
- Skogsröster (sopran, mezzo, alt, tenor, bas)
- Vindandar (dansare)
- Cigolotti (talroll, andra versionen)
- Kvinnor, människoröster, hovtjänare, folk, hejdukar, jägare, soldater, djur, uppenbarelser (kör och statister)

## Handling
Akt I
I ett slott. Den unge kungen, som har växt upp i skogen, har just blivit krönt och vill gifta sig. Man tillkännager att kungen söker en gemål. Scollatella vill bli drottning och uppvaktar ivrigt en herre som hon tror är kungen, men som är ståthållaren. Denne är själv ute efter tronen. När en ung flicka vägrar att visa upp sig inför kungen, anklagar han henne för att ha försökt mörda kungen. Denne har emellertid förälskat sig i flickan. Förvirrad lämnar kungen palatset.
Akt II
I skogen. Ståthållaren ger nu den blyge Coltellino i uppdrag att mörda kungen. Denne jagar emellertid annat byte. Då beger sig ståthållaren själv iväg och Checco visar honom vägen. Skogens djur har inte velat återuppta den forne kamraten i sin krets. Då kläder sig kungen skepnaden av en död hjort. Ståthållaren blir vittne till förvandlingen och bemäktigar sig kungens skepnad.
Akt III
Ett stort torg, där stadens gator möts. I kungens skepnad utövar ståthållaren terrorvälde. Den verklige kungen kommer till staden i skepnaden av en hjort för att söka efter flickan. Ståthållaren försöker döda hjorten men faller själv ned död. Kung Hjort återfår sin mänskliga gestalt och tar flickan till hustru. Folket hyllar paret.